# 今川村 (岐阜県)
今川村（いまがわむら）は、かつて岐阜県稲葉郡にあった村である。
現在の岐阜市北西部（今川、大学西など）に該当する。
当村発足時は方県郡の村であったが、郡の合併で稲葉郡の村となった。

## 歴史
- 1889年（明治22年）7月1日 - 町村制により方県郡今川村が発足。
- 1897年（明治30年）4月1日[3] - 厚見郡、各務郡、及び[方県郡の一部が合併し、稲葉郡となる。当村は稲葉郡の村となる。
- 1897年（明治30年）4月1日 - 黒野村、下鵜飼村、御望村、洞村、交人村、折立村、古市場村と合併し、鵜飼村が発足。同日今川村は廃止。